# Adoretus reichenbachi
Adoretus reichenbachi är en skalbaggsart som beskrevs av Limbourg 2010. Adoretus reichenbachi ingår i släktet Adoretus och familjen Rutelidae. Inga underarter finns listade i Catalogue of Life.